# 郁久閭鉄伐
郁久閭 鉄伐（漢音：いくきゅうりょ てつはつ、拼音：Yùjiŭlǘ Tiĕfá、? - 553年）は、柔然の可汗。郁久閭登注の次子。可汗号はない。

## 生涯
天保3年（552年）、阿那瓌が突厥に破られて自殺すると、その太子である菴羅辰・従弟の登注俟利（イルキン：官名）・登注の子の庫提らは、群衆を率いて北斉に亡命した。一方、本国に残った余衆は登注の次子の鉄伐を立てて可汗とした。
天保4年（553年）、北斉の文宣帝は登注と子の庫提を北へ送り帰した。そのころ鉄伐が契丹に殺されたので、国人は登注を立てて可汗とした。

## 参考資料
- 『北史』（列伝第八十六 蠕蠕）